# Visconde de Alter do Chão
Visconde de Alter do Chão é um título nobiliárquico criado por D. Luís I de Portugal, por Decreto de 20 de Novembro de 1886, em favor de António Mendo Caldeira de Castel-Branco Cota Falcão.
Titulares
1. António Mendo Caldeira de Castel-Branco Cota Falcão, 1.º Visconde de Alter do Chão.

Após a Implantação da República Portuguesa, e com o fim do sistema nobiliárquico, usou o título: 
1. Domingos Frade Caldeira de Castel-Branco, 2.º Visconde de Alter do Chão.